# Fré Cohen

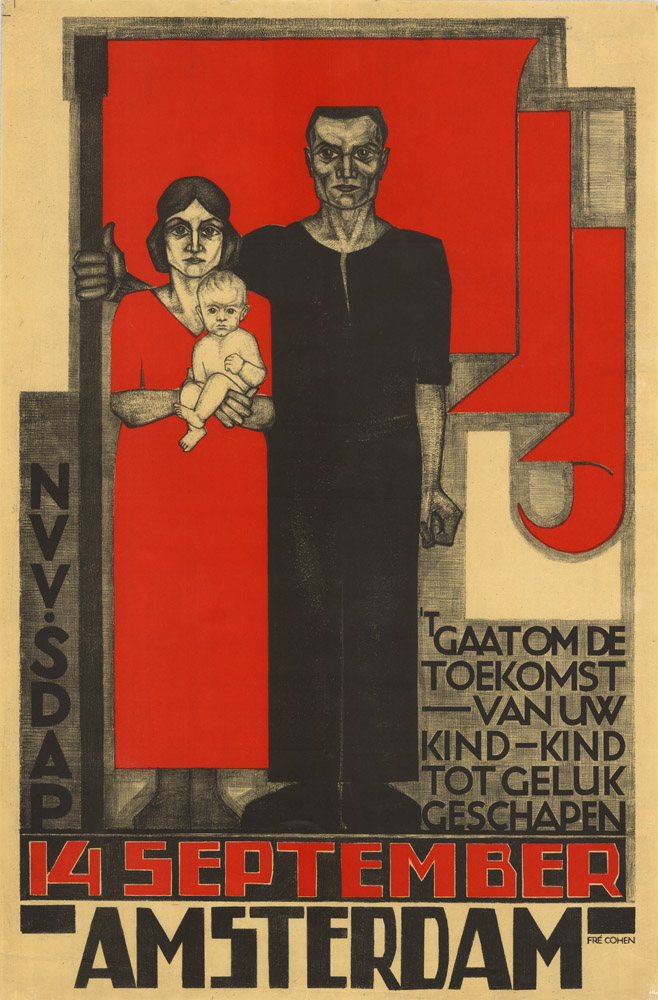
Poster van NVV en SDAP, 1930

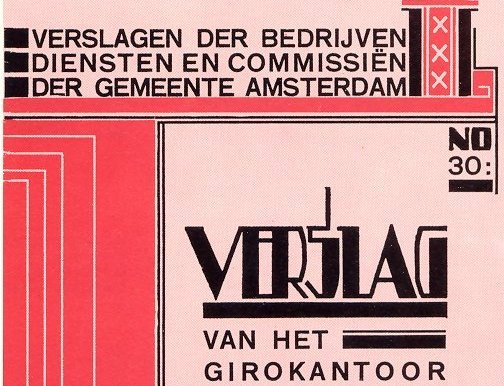
De typische hoekige, maar sierlijke typografie van Fré Cohen

Frederika Sophia (Fré) Cohen (Amsterdam, 11 augustus 1903 – Hengelo, 12 juni 1943) was een Nederlands grafica en tekenares van Joodse komaf.
Fré was de dochter van diamantbewerker Levie Cohen. Evenals vele andere diamantbewerkers was ook Levie Cohen vaak werkloos. Daarom verhuisde het gezin Cohen naar Antwerpen waar meer werk in het diamantvak was. Na het uitbreken van de Eerste Wereldoorlog, in 1914, keerde het gezin terug naar Amsterdam waar zij eerst een woning in de Swammerdamstraat 66 in Amsterdam-Oost betrokken. Al snel daarna gingen ze wonen op het adres Zaaiersweg 125 in Tuindorp Watergraafsmeer, een buurt waar veel geschoolde arbeiders woonden. In haar jonge jaren was zij actief in de Arbeiders Jeugd Centrale (AJC), waar zij illustraties maakte voor het verenigingsblad Het Jonge Volk.

## Ontwerpen
Fré toonde als kind al belangstelling voor tekenen, ze wilde tekenares worden. Na enige omzwervingen kwam zij in 1921 terecht bij de draad- en kabelfabriek Draka, waarvoor ze advertenties ontwierp. Later kreeg zij werk bij de N.V. Boekhandel en Uitgevers Maatschappij Ontwikkeling - voorloper van de Arbeiderspers - waar zij naast kantoorwerk ook tekenwerk te doen kreeg. In 1915 was de N.V. Boekhandel en Uitgevers Maatschappij Ontwikkeling door de Sociaal Democratische Arbeiders Partij (SDAP) opgericht. Via haar werk voor deze uitgeverij kreeg Fré toegang tot de partijdrukkerij Vooruitgang. Als ontwerpster die zich ook met het zetsel bemoeide, werd ze daar door haar mannelijke collega's aanvankelijk met argwaan bekeken. Voor de meeste van het grote aantal brochures, bladen en ander drukwerk die werden uitgegeven door de AJC, was Fré Cohen verantwoordelijk voor het tekenen van de omslagen en de lay-out.
Het romantische aspect van haar werk sloot goed aan bij het taalgebruik van AJC-voorman Koos Vorrink. Het waren de jaren twintig: ook de Jugendstil-invloeden en de verwantschap met de lijnen en balken van De Stijl en met de architectuur van de Amsterdamse School laten zien dat het werk, meestal meer decoratief dan functioneel, sterk tijdsgebonden is. Maar, zo schrijft de graficus Dick Dooijes, ook een oud-AJC’er: al deze invloeden heeft Fré Cohen op geheel eigen wijze tot een strikt persoonlijke stijl verwerkt. Dat is een grote verdienste, die zonder haar grote wilskracht, bewustzijn van haar eigenwaarde en haar creativiteit niet tot deze hoogte had kunnen stijgen.
Van 1927 tot 1929 volgde Fré een opleiding bij het Instituut voor Kunstnijverheidsonderwijs in Amsterdam, zij haalde daar haar einddiploma Grafiek. Van 1929 tot en met 1932 was zij in dienst bij de Stadsdrukkerij Amsterdam. Tot 1941 bleef ze bij deze drukkerij als freelance medewerkster en kreeg ze de gelegenheid bijna al het voorkomende drukwerk voor de gemeentediensten te ontwerpen. Fré was zeer bedrijvig en energiek en werkte in een hoog tempo, wat haar bij de Stadsdrukkerij de bijnaam 'Saartje Wip' opleverde. Zij heeft grote invloed gehad op de vormgeving van de jaren dertig.
Verder was zij boekbandontwerper voor enige uitgeverijen waaronder de Arbeiderspers, Emanuel Querido en de Wereldbibliotheek. Een bijzonder ontwerp is de band van de complete uitgave van het Nederlandsch Fototechnisch Bureau CAPI (van C.A.P. Ivens) met de prijssleutel. In haar laatste levensjaren in de oorlogstijd heeft Fré een aantal ansichtkaarten ontworpen met het woord 'Freco'.
Voor haar vrije werk maakte zij een aantal schilderijen en tekeningen en voor particulieren ontwierp zij exlibris en gelegenheidsgrafiek zoals gelukwensen en geboortekaartjes.

## Tweede Wereldoorlog
Fré Cohen zat in de oorlogsjaren achtereenvolgens ondergedoken in Amsterdam, Diemen, Rotterdam, Winterswijk en Borne. Ook zat ze twee weken ondergedoken bij haar vrienden Jan Hilvers en Margot Vos in Lochem. In die onderduiktijd bleef ze, zo goed en zo kwaad als het kon, illegaal doorwerken. Op 9 juni 1943 werd ze door Jodenjager Frankevoort verraden en opgepakt op haar onderduikadres in Borne. Door het innemen van pillen maakte ze een einde aan haar leven. Na twee dagen overleed Fré op 12 juni 1943 op 39-jarige leeftijd in een ziekenhuis in Hengelo. Daar is ze op de Joodse begraafplaats begraven.

## Nalatenschap
Een deel van het werk van Fré Cohen, samen met onder meer persrecensies en foto's, werd uit het atelier gered door haar zuster Fietje en kwamen in het bezit van Ernst Waltemathe, de zoon van Fie Cohen. In 1993 organiseerde het Amsterdams Historisch Museum een tentoonstelling van het oeuvre van Fré Cohen. Een van de samenstellers van de tentoonstelling en de begeleidende catalogus, Peter van Dam, droeg na deze tentoonstelling zijn collectie en documentatiemateriaal over aan het Stadsarchief Amsterdam. De collectie bevat een groot aantal voorbeelden van haar grafische werk en foto's. Het documentatiemateriaal bevat onder meer recensies van haar werk.
Overig werk, zowel drukproeven als uitgevoerd werk, bevindt zich in de collecties van het Stedelijk Museum in Amsterdam, van het Museum Meermanno in Den Haag en van het Internationaal Instituut voor Sociale Geschiedenis.
In 2014 werd in Hengelo (Ov) een straat naar haar vernoemd. Ook Deventer heeft een Fré Cohenstraat en in Enschede is een Fré Cohenlaan. In 2016 vernoemde de gemeente Amsterdam brug 341 aan de Zaaiersweg naar haar.

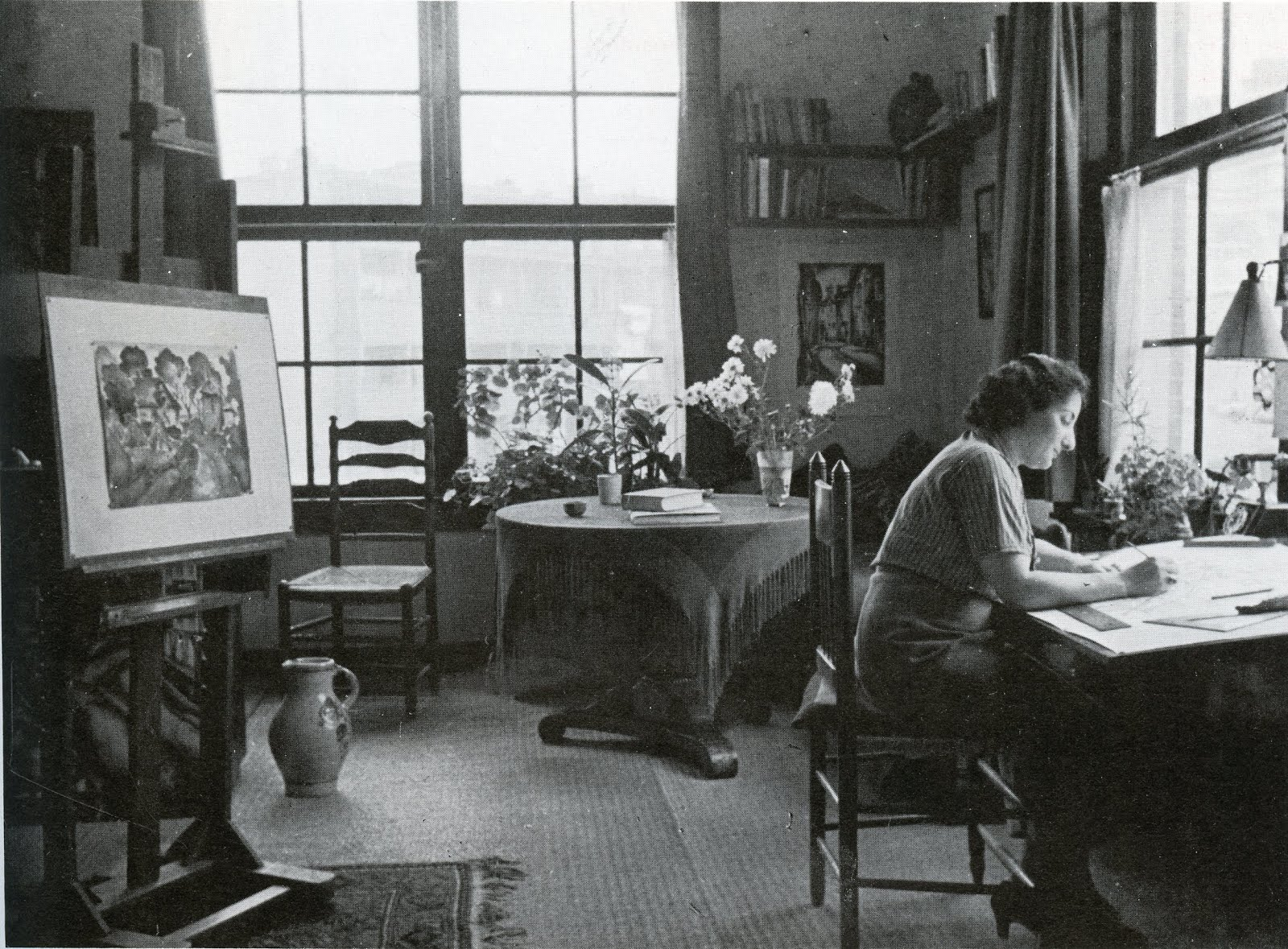
Atelier, Karel du Jardinstraat 11 (1937)
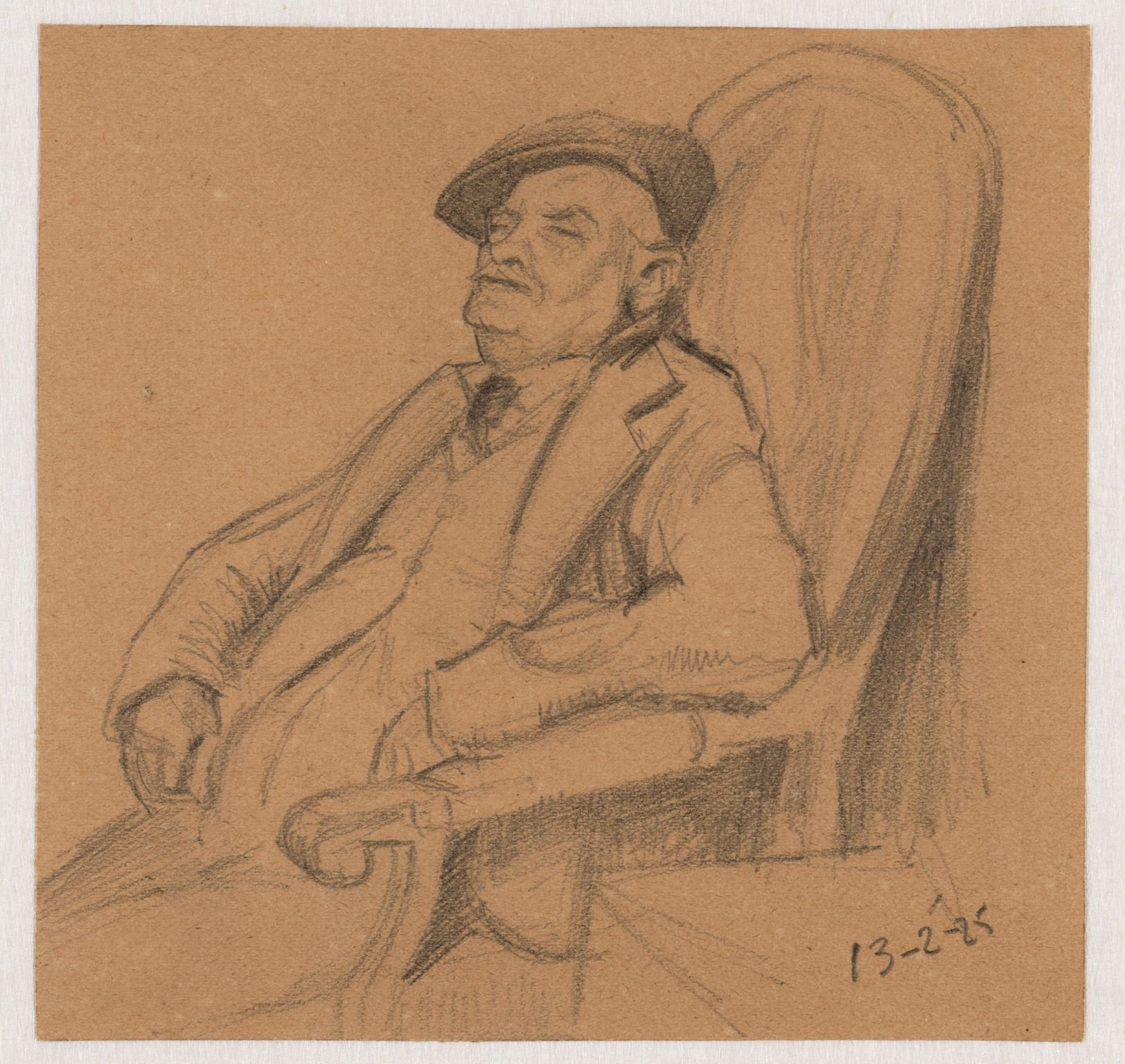
Vader Levie Cohen (1925)
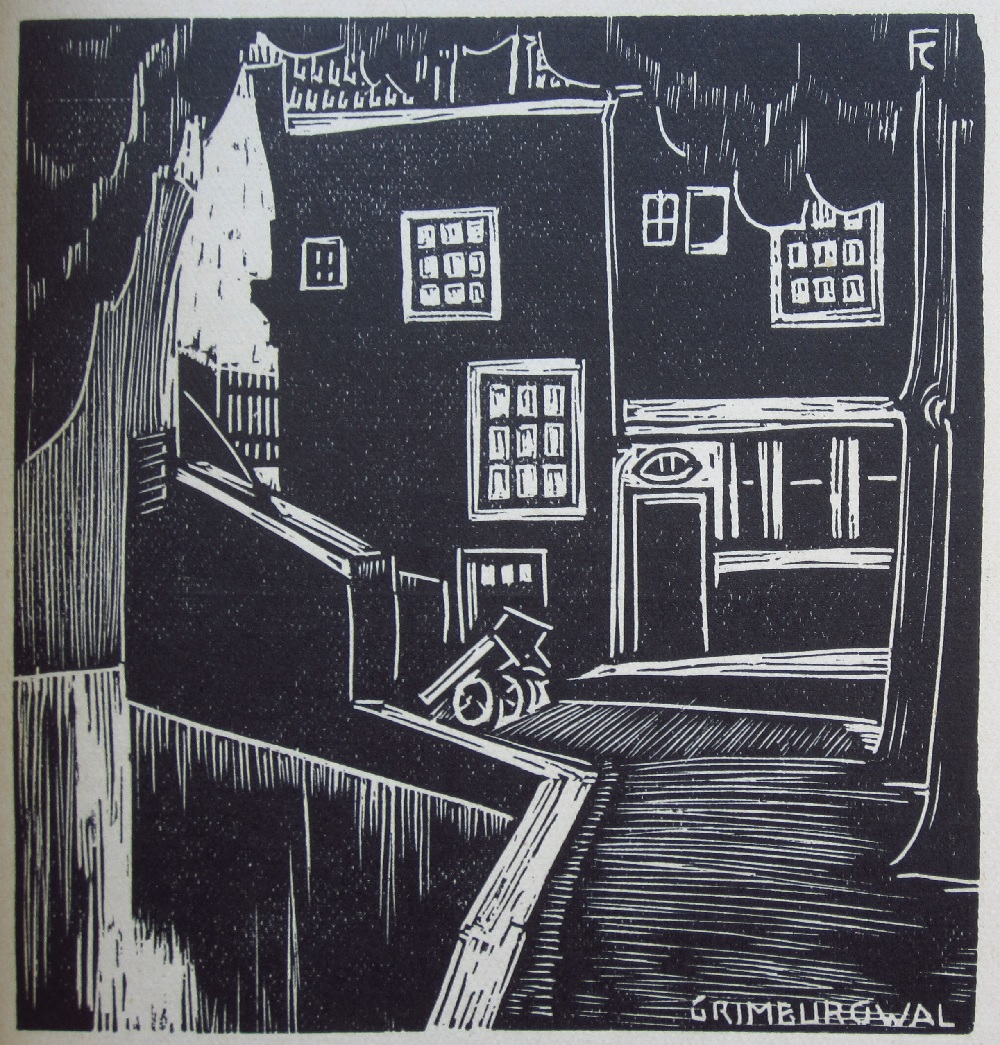
Grimburgwal (1926)
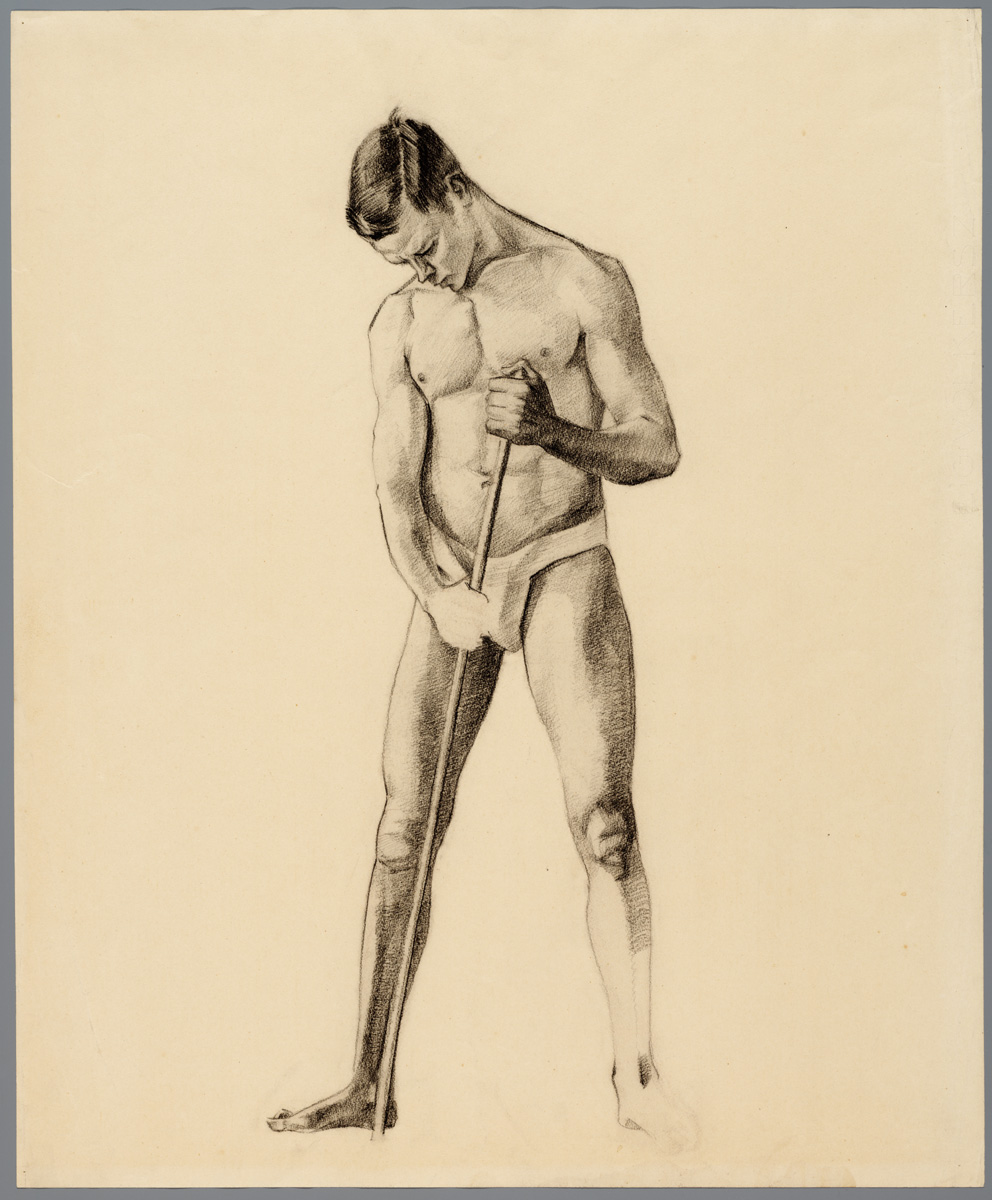
Modelstudie (ca. 1930)
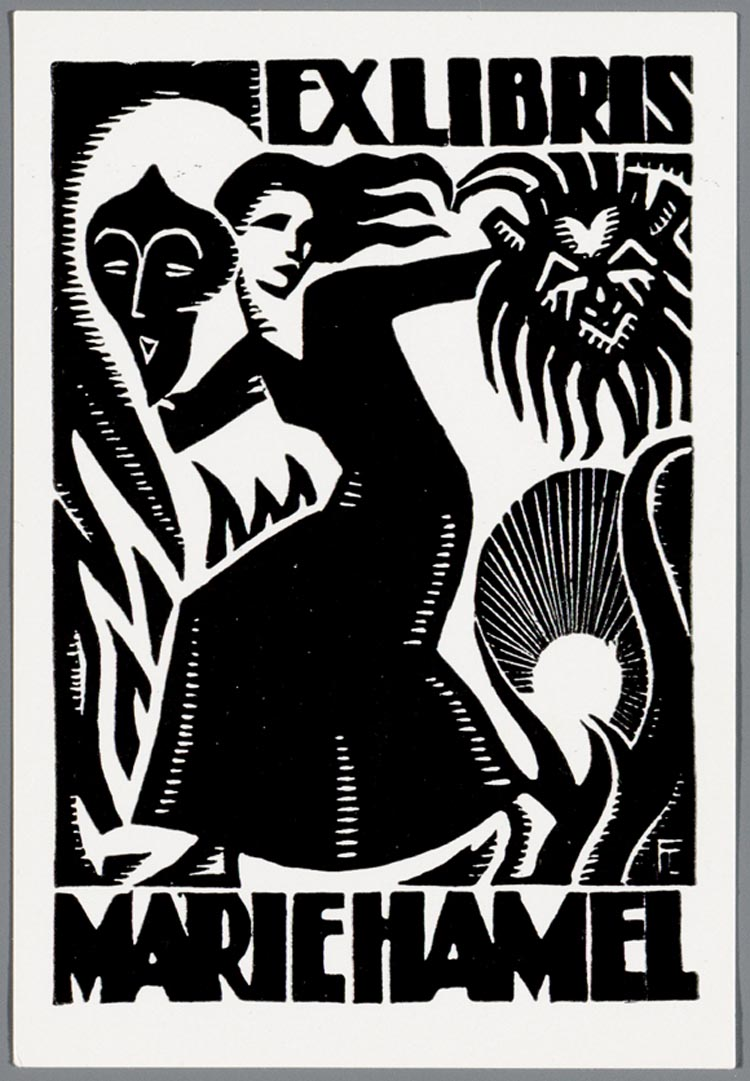
Ex libris Marie Hamel
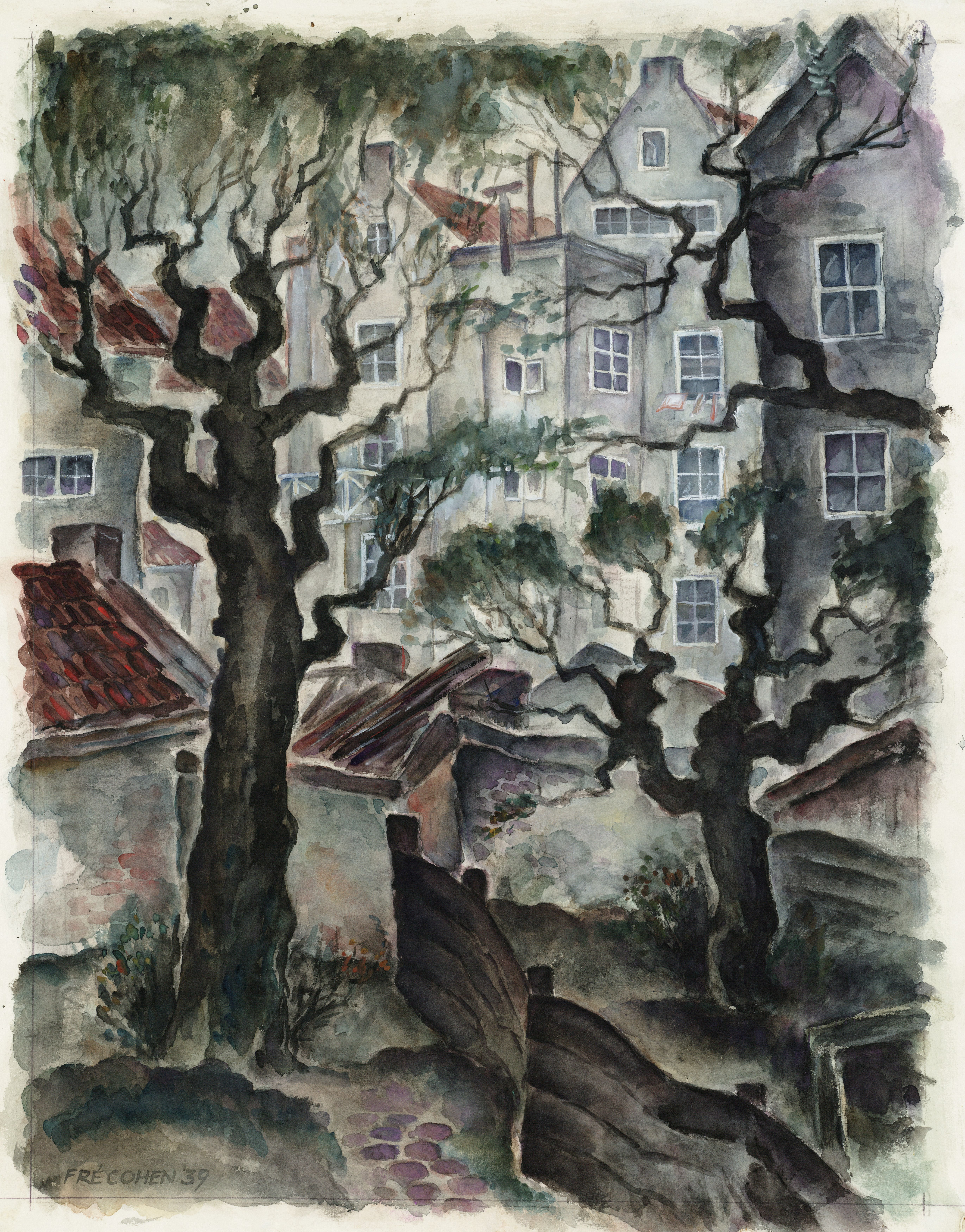
Achterzijde Nieuwe Herengracht (1939)
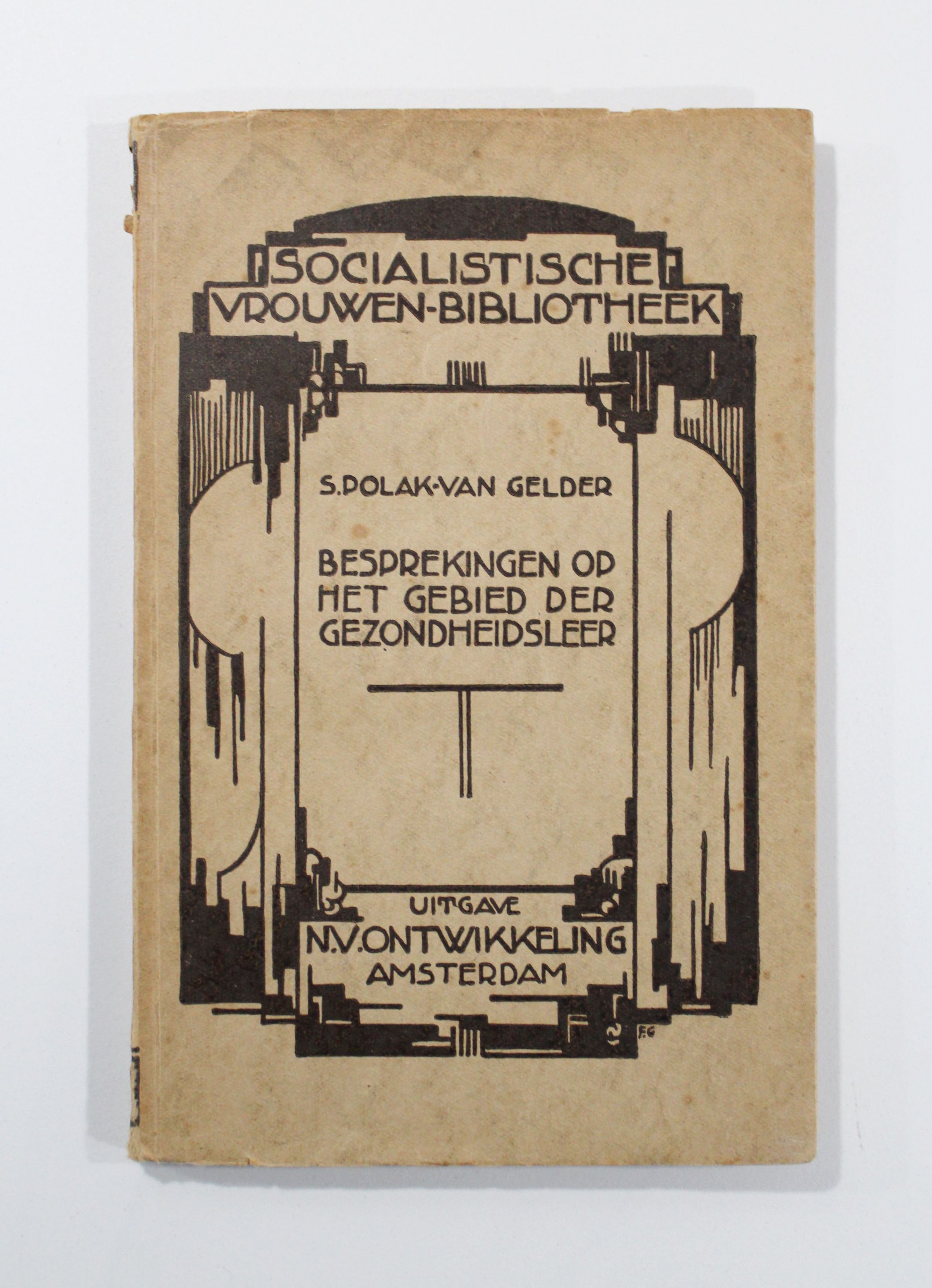
Boekomslag (1922)

## Tentoonstelling
- Museum Het Schip, Amsterdam, Fré Cohen: Vorm en idealen van de Amsterdamse School, 2-11-2021 t/m 30-10-2022[3]

## Herinneringsbord
Een herinneringsbord voor Fré Cohen, grafisch kunstenares, is onthuld door wethouder Marjolein Moorman van Amsterdam in 2025 en staat op de hoek van de Zaaiersweg en de Middenweg.